# 가미오카 도모키
가미오카 도모키(일본어: 上岡 朋樹, 1998년 5월 30일 ~ )는 일본의 축구 선수이다.

## 구단 경력
감바 오사카에서 활동하였다.